# 16909 Miladejager
16909 Miladejager este un asteroid din centura principală de asteroizi.

## Descriere
16909 Miladejager este un asteroid din centura principală de asteroizi. A fost descoperit pe 27 februarie 1998 la Observatorul La Silla de Eric Walter Elst. Asteroidul prezintă o orbită caracterizată de o semiaxă mare de 2,86 ua, o excentricitate de 0,02 și o înclinație de 2,5° în raport cu ecliptica.